# De Tremais
De Tremais, Vorname unbekannt (vor 1728 – nach 1751) war ein französischer Komponist und Geiger. 

## Leben
Über De Tremais Leben ist nichts bekannt. Da auch sein Vorname unbekannt ist, tragen die Drucke seiner Werke tragen nur die Komponistenangabe „par M[onsieur] de Tremais“. Die erste Sammlung erschien 1736; die letzte Erwähnung seines Namens findet sich 1751 in einem Katalog des Verlegers Leclerc. Da sich in seinen Kompositionen Einflüsse von Giuseppe Tartini zeigen, wird vermutet, er sei ein Schüler von ihm gewesen. Einige verlorengegangene Druckveröffentlichungen seiner Kompositionen sind in den von 1739 bis 1768 herausgegebenen Verlagskatalogen des Charles-Nicolas Leclerc erwähnt. In mehreren seiner Sonaten machte De Tremais von der  Skordatur (Umstimmung der Geige) Gebrauch.

## Werke
- 12 Sonaten für Violine oder Flöte und Basso continuo op. 1 (Paris 1736)
- 6 Sonaten für 2 Violinen op.2 (Paris ca. 1737)
- 6 Sonaten für Violine und Basso continuo (Nr. 3 auch für Cembalo) op. 4 (Paris ca. 1740)

Verlorene Werke:
- Concerto für Violine und Orchester (ca. 1740)
- Suiten für zwei Violinen und Basso continuo op.6 (ca. 1740)
- Sonaten für Violine und Basso continuo op. 7 (ca. 1740)
- Sonaten für 2 Violinen op. 8 (ca. 1740)
- Sonaten für Violine und Basso continuo op. 10 (ca. 1740)